# Arno Klarsfeld
Arno Klarsfeld (* 27. August 1965 in Paris) ist ein französisch-israelischer Anwalt und Politiker.

## Leben
Seine Eltern sind Serge und Beate Klarsfeld, er studierte Rechtswissenschaften an den Universitäten Paris I, Paris II und New York University.
Arno Klarsfeld wurde als Rechtsanwalt des Vereins Fils et filles de déportés juifs de France (Söhne und Töchter von jüdischen Deportierten von Frankreich) bekannt. Er vertrat den Verein als Zivilpartei bei zwei Prozessen wegen Verbrechen gegen die Menschlichkeit gegen ehemalige hohe Beamte des Vichy-Regimes: angeklagt waren Paul Touvier (1994) und Maurice Papon (1998).
Im Jahre 2002 nahm er die israelische Staatsbürgerschaft an.
2005 beauftragte ihn der damalige französische Innenminister Nicolas Sarkozy damit, Berichte zur angemessenen Würdigung der französischen Kolonialvergangenheit sowie über Kriminalität zusammenzustellen sowie Mediatorrollen im Zuge von Landesverweisungen von Kindern und Obdachlosen zu übernehmen. Klarsfeld gilt als Vertrauter und Berater Sarkozys, der 2007 bis 2012 französischer Präsident war.
Bei der Parlamentswahl im Juni 2007 war er erfolgloser Kandidat der UMP in Paris. Im zweiten Wahlgang unterlag er hier der Kandidatin der Sozialisten, Sandrine Mazetier, mit 44 % der Stimmen.

## Werke
- Touvier, un crime français. Fayard, Paris 1994, ISBN 2-213-59312-4.
- Les Dieux ne songent qu'à dormir. Flammarion, Paris 1995, ISBN 2-08-067092-1.
- Papon, un verdict français. Paris, Paris 1998, ISBN 2-84114-327-9.
- Les Bâtons. Ramsay, Paris 1997, ISBN 2-84114-284-1.
- La Cour, les Nains et le Bouffon. Robert Laffont, Paris 1999, ISBN 2-221-08908-1.
- Israël transit: Entretiens avec Yves Derai. L'Archipel, Paris 2005, ISBN 2-84187-465-6.